# Mercè Rodoreda

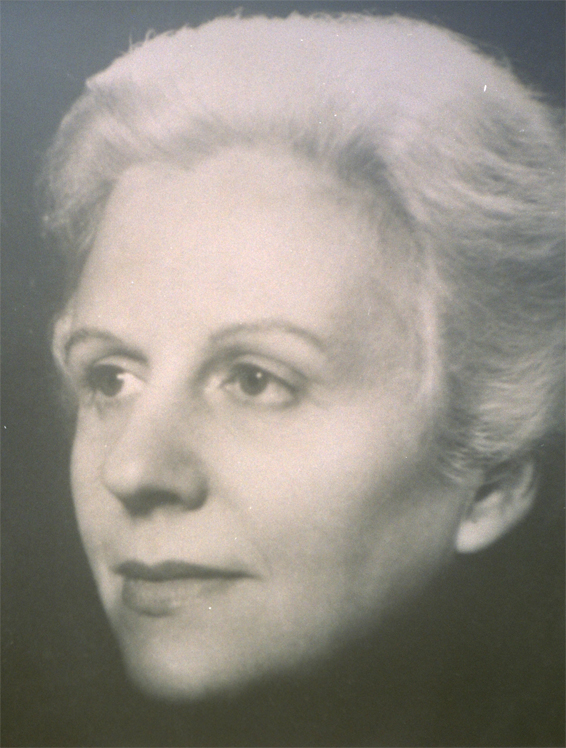
Mercè Rodoreda

Mercè Rodoreda i Gurgui (* 10. Oktober 1908 in Barcelona; † 13. April 1983 in Girona) war eine katalanische Schriftstellerin. Sie gilt als eine der bedeutendsten katalanischen Autorinnen des 20. Jahrhunderts. Ihr Roman Auf der Plaça del Diamant (1962) wurde in mehr als 20 Sprachen übersetzt.

## Leben und Werk
Mercè Rodoreda begann mit dem Schreiben von Kurzgeschichten für Zeitschriften, nicht zuletzt um ihrer unglücklichen Ehe zu entfliehen. Sie schrieb dann psychologische Romane, darunter Aloma, mit dem sie den Crexells-Preis gewann. Trotz des Erfolges dieses Romans entschied sie sich später, ihn zu überarbeiten, da sie mit dieser Periode ihres Lebens und den während dieser Zeit entstandenen Werken unzufrieden war.
Zu Beginn des Spanischen Bürgerkriegs arbeitete sie für die katalanische Generalitat, die katalanische Regionalregierung. Sie ging ins Exil nach Frankreich und später in die Schweiz. Nach langer Zeit veröffentlichte sie erst wieder im Jahr 1958, den Erzählband Vint-i-dos contes (Zweiundzwanzig Kurzgeschichten), für den sie den Víctor-Català-Preis erhielt. Mit El Carrer de les Camèlies (1966) gewann sie mehrere Preise.
In den 1970ern kehrte sie nach Romanyà de la Selva (Provinz Girona) in Katalonien zurück und beendete 1974 ihren Roman Mirall trencat. 1980 erschien u. a. Viatges i flors und Quanta, quanta guerra. In diesem Jahr gewann sie auch den Premi d'Honor de les Lletres Catalanes. In der letzten Periode ihres Schaffens bevorzugte sie einen eher symbolistischen Stil. Rodoreda wurde Ehrenmitglied des Verbandes der Schriftsteller katalanischer Sprache (Associació d'Escriptors en Llengua Catalana).

## Erinnerung
Im Jahr 1998 wurde der „Mercè-Rodoreda-Preis für Kurzgeschichten und Erzählungen“ ins Leben gerufen und nach ihr benannt.

## Werke (Auswahl)
- Aloma. 1938. (deutsch: Aloma. übertr. von Angelika Maass, Suhrkamp, Frankfurt am Main 1991)
- Vint-i-dos contes. 1958.
- La plaça del Diamant.  (dt.: Auf der Plaça del Diamant., übertr. von Hans Weiss, 1962, 2. Auflage. Suhrkamp, Frankfurt am Main 1999)
- El carrer de les Camèlies. 1966. – ausgezeichnet mit dem Premi Sant Jordi de novel·la
- Jardí vora el mar. 1967. (dt.: Der Garten über dem Meer, übertr. von Kirsten Brandt, Mare Verlag, Hamburg 2014)
- Mirall trencat. 1974. (dt.: Der zerbrochene Spiegel., übertr. von Angelika Maass, Suhrkamp, Frankfurt am Main 1982)
- Semblava de seda i altres contes. 1978.
- Viatges i flors (dt.: Reise ins Land der verlorenen Mädchen : poet. Prosastücke ; katalanisch und deutsch, übertr. von Angelika Maass. Suhrkamp, Frankfurt am Main 1981)
- Quanta, quanta guerra... 1980. (dt.:  Weil Krieg ist, übertr. von Angelika Maass, Suhrkamp, Frankfurt am Main 2007, ISBN 978-3-518-41927-4)
- La mort i la primavera. 1986. (dt.: Der Tod und der Frühling, übertr. von Angelika Maass, Suhrkamp, Frankfurt am Main 1996)
- Der Fluß und das Boot. Erzählungen. Übertr. von Angelika Maass, Suhrkamp, Frankfurt am Main 1986.
- Und lass als Pfand, mein Liebling, Dir das Meer. Fünfzehn Erzählungen. Vervuert, 1988.
- Das Blut. Erzählung. In: Katalanische Erzähler. Manesse Verlag, Zürich 2007, ISBN 978-3-7175-1558-6.

### Der Garten über dem Meer(1967) – Rezeption
„Der Garten über dem Meer“ wurde 2014 neu übersetzt und erlebte – insbesondere auch als Hörbuch mit Roger Willemsen – eine Wiederentdeckung: Michael Krüger schrieb in der FAZ: „Jeder passionierte Leser stellt im Lauf seines Bücherlebens eine kleine Spezialbibliothek zusammen, in der nur Werke stehen, die ihm sehr zu Herzen gegangen sind ... Jetzt habe ich ein neues Buch aufgenommen, den Roman ‚Der Garten über dem Meer‘.“ Sigrid Löffler in Deutschlandradio Kultur urteilt: „Die Raffinesse liegt im Blickwinkel, aus dem Mercé Rodoreda diese zeitenthobene, windstille Idylle erzählt - doppelt gebrochen durch soziale und zeitliche Distanz (...) Ein großer kleiner Roman, der die melancholische Schönheit einer versunkenen Zeit behutsam bewahrt.“